# Pachtvertrag (Österreich)

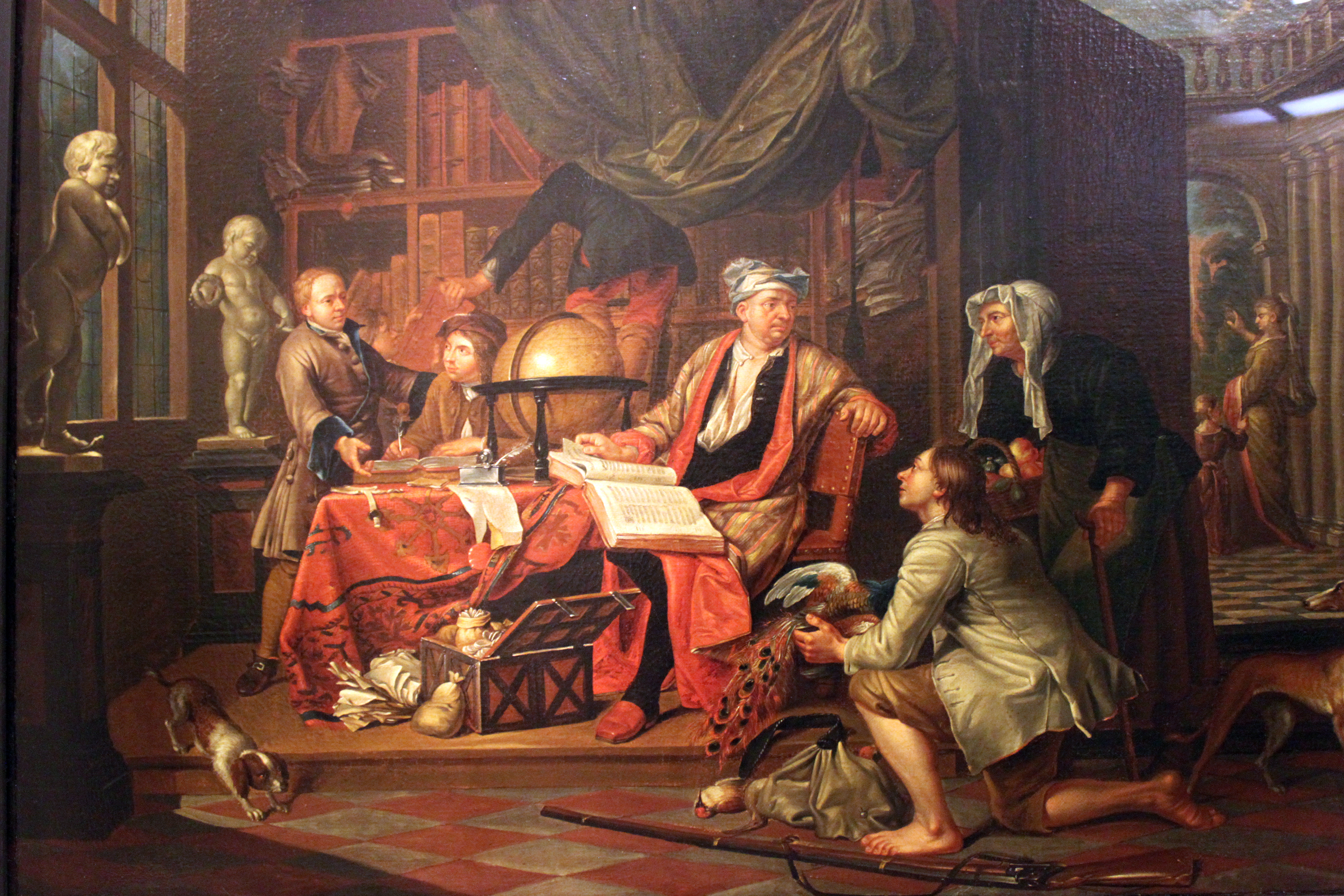
Horemans, 1767: Bauern liefern dem Grundherren einen Pachtzins in Naturalien ab, Deutsches Historisches Museum Berlin

Der Pachtvertrag ist im österreichischen Schuldrecht ein Bestandvertrag und typisches Dauerschuldverhältnis. Er ist wie der Mietvertrag auf zeitweilige Gebrauchsüberlassung einer Sache gegen Entgelt gerichtet, unterscheidet sich von jenem aber dadurch, dass der Gebrauch nicht in der reinen Verwendung der Sache besteht, sondern auch die Fruchtziehung umfasst.
Gesetzlich geregelt ist der Pachtvertrag in §§ 1090 ff. ABGB.
Bei gemischten Verträgen beurteilt sich das anwendbare Recht nach der Beschaffenheit der Hauptsache (Absorptionstheorie, § 1091 S 2 ABGB).
Für Landpachtverträge gilt ergänzend das Landpachtgesetz, für Kleingärten das Kleingartengesetz. Wenn der Verpächter zugleich Unternehmer ist, der Pächter aber nicht, gilt außerdem das Konsumentenschutzgesetz (KSchG).

## Geschäftsräume
Da das Mietrechtsgesetz (MRG) gem. § 1 MRG auch auf Geschäftsräume anwendbar ist, sich in den Rechtsfolgen aber vom Pachtrecht des ABGB unterscheidet, ist im Einzelfall die Einordnung eines Vertrags in das Miet- oder Pachtrecht erforderlich (Geschäftsraummiete oder Unternehmenspacht). Nur im Mietrecht gelten insbesondere ein erhöhter Kündigungsschutz für den Bestandnehmer und eine besondere Erhaltungspflicht für den Bestandgeber.
Die gesetzlichen Begriffsbestimmungen von Miete und Pacht in § 1091 ABGB sind nur sehr allgemein gehalten. Rechtsprechung und Fachliteratur  haben deshalb verschiedene Kriterien entwickelt, die den einen oder den anderen Vertragstyp indizieren.
Die Bezeichnung des Vertrags als Miet- oder Pachtvertrag ist allerdings nicht entscheidend. Es kommt auf den Vertragszweck an.
Werden lediglich nicht eingerichtete Räumlichkeiten in Bestand gegeben, liegt ein Mietvertrag vor. Ist hingegen ein „lebendes Unternehmen“ Gegenstand des Bestandvertrages und eine Betriebspflicht des Bestandsnehmers, die Bereitstellung von Betriebsmitteln (Einrichtung und Warenlager) durch den Bestandgeber, die Überlassung einer Konzession und eines Kundenstocks sowie die Umsatzabhängigkeit des Entgelts vereinbart, dann ist dieses Vertragsverhältnis als Pachtvertrag zu beurteilen.
Auch ein stillgelegtes Unternehmen kann verpachtet werden, sofern es sich nur um einen vorübergehenden Zustand der Betriebsunterbrechung handelt und nachvollziehbare Gründe für die Stilllegung vorliegen. Umgekehrt kann auch ein noch nicht in Betrieb genommenes Unternehmen Grundlage für einen Pachtvertrag sein. Das ist der Fall, wenn der Bestandnehmer verpflichtet ist, mit den beigestellten Betriebsmitteln ein Unternehmen bestimmter Art zu betreiben.
Ein Einkaufszentrum, Bahnhof oder Flughafen wird nach der Rechtsprechung des Obersten Gerichtshofs in seiner Gesamtheit als Unternehmen angesehen, das sich aus verschiedenen Betrieben zusammensetzt. Für jeden einzelnen Betrieb im Einkaufszentrum besteht durch die Vielzahl der anderen Betriebe und deren Kunden ein gleichartiger Kundenstock, wobei der Betreiber des Einkaufszentrums ein wirtschaftliches Interesse an der Betriebsführung durch den Bestandnehmer hat, da der Erfolg von der Qualität der einzelnen Geschäfte abhängt. Die Inbestandnahme von Räumen in einem (wenn auch erst neueröffneten) Einkaufszentrum ist daher als Unternehmenspacht zu beurteilen.

## Beendigung von Pachtverträgen
Pachtverträge unterliegen den Bestimmungen des Allgemeinen Bürgerlichen Gesetzbuches (ABGB). Laut ABGB gibt es bezüglich der Beendigung keine zwingend rechtlichen Vorschriften. Es gelten daher die diesbezüglich getroffenen vertraglichen Vereinbarungen bzw. wenn es solche nicht gibt, die Bestimmungen des ABGB.

### Kündigung
Pachtverträge können jeweils zum 30.6. oder 31.12. mit einer 6-monatigen Kündigungsfrist aufgelöst werden. Damit die Kündigung rechtswirksam ist, muss sie vor Beginn der Kündigungsfrist dem anderen Vertragspartner zugestellt worden sein. Die Zeit des Postlaufes ist also zu berücksichtigen.

### Einvernehmliche Auflösung
Beide Vertragspartner erzielen Einigung darüber, dass sie das Pachtverhältnis nicht mehr fortsetzen wollen. Eine einvernehmliche Auflösung ist immer und ohne weitere Einschränkungen möglich. Schriftlichkeit wird aus Beweisgründen empfohlen.

### Untergang des Pachtobjektes
Nach den Bestimmungen des ABGB löst sich ein Bestandvertrag von selbst auf, wenn die in Bestand gegebene Sache zu Grunde geht.

### Zeitablauf
Das ABGB enthält keine besonderen rechtlichen Vorschriften über Befristungsvereinbarungen. Der Pachtvertrag kann beliebig lang oder kurz, auch mehrfach hintereinander, befristet werden.

### Vorzeitige Auflösung des Bestandvertrages durch den Pächter
Der Pächter hat nach den Bestimmungen des ABGB die Möglichkeit, den Pachtvertrag vorzeitig aufzulösen. Dies kann vorgenommen werden, wenn das Pachtobjekt aus Gründen, die nicht von ihm verursacht wurden, in einem Zustand übergeben wurde oder in einen Zustand geraten ist, der es zum vereinbarten Gebrauch untauglich macht.

### Vorzeitige Auflösung des Bestandvertrages durch den Verpächter
Das ABGB zählt drei Tatbestände auf, die den Verpächter zu einer vorzeitigen Vertragsauflösung berechtigen. Diese sind:
- Erheblich nachteiliger Gebrauch vom Pachtobjekt durch den Pächter.
- Qualifizierter Pachtrückstand, das heißt, dass der Pächter trotz vorheriger Mahnung die offene Pacht zum nächsten Termin nicht vollständig bezahlt hat
- Abbruch und Neuherstellung eines verpachteten Gebäudes